# Bernard Frimat
Bernard Frimat (ur. 12 października 1940 w Paimbœuf) – francuski polityk, ekonomista, nauczyciel akademicki i samorządowiec, w latach 1992–1994 poseł do Parlamentu Europejskiego III kadencji, w latach 2002–2010 senator.

## Życiorys
Ukończył studia politologiczne, uzyskał następnie doktorat z zakresu ekonomii. Pracował jako wykładowca kolejno na następujących uczelniach: Université de Lille (1964–1967), Institut d'études politique d'Alger (1967–1971), Université Lille-I (1971–1984) oraz Université Charles-de-Gaulle (1984–2001). Był również członkiem francuskiego trybunału stanu (Cour de justice de la République) z rekomendacji Senatu.
Został członkiem Partii Socjalistycznej. Od 1977 do 1989 był zastępcą mera Villeneuve-d’Ascq, w latach 1977–2004 zasiadał w radzie regionu Nord-Pas-de-Calais (od 1984 do 2004 jako wiceprzewodniczący). W 1984 bezskutecznie kandydował do Parlamentu Europejskiego, mandat objął 3 kwietnia 1992 w miejsce Laurenta Fabiusa, wykonując go do końca kadencji w 1994. Przystąpił do grupy socjalistycznej, należał do Komisji Budżetowej i delegacji do Wspólnej Komisji Parlamentarnej WE-Szwecja. W latach 1995–2002 i 2010–2013 zasiadał w radzie miejskiej Valenciennes. Od 2002 do 2011 sprawował mandat senatora (był m.in. wiceprzewodniczącym delegacji partyjnej i członkiem delegacji do UE, a także wiceprzewodniczącym Senatu). Następnie od 2011 do 2014 był doradcą przewodniczącego Senatu Jeana-Pierre'a Bela.